# Berliner FC Dynamo
Berliner FC Dynamo (mai des Dynamo Berlin sau BFC Dynamo) este un club de fotbal german, succesor al clubului existent în Berlinul de Est ca Dynamo Berlin între 1953 și 1966.

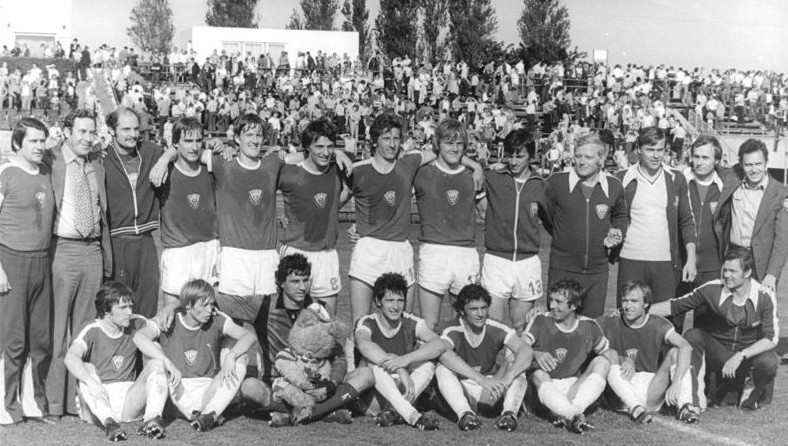
Dynamo, după câștigarea titlului în 1979

Evoluând în DDR-Oberliga BFC a câștigat zece titluri consecutive din 1979 până în 1988 asistată de arbitrii corupți, transferuri necinstite de la alte echipe și alte practici nesportive. Dynamo era criticată dur de mulți locuitori ai Berlinului iar înșelăciunile ei au fost atât de flagrante încât a atras asupra sa nemulțumirea exprimată neoficial a Biroului Politic de guvernământ a țării (Politburo). Pretinsa manipulare al meciului de campionat din 1986 dintre Dynamo și Lokomotive Leipzig, terminat cu scorul 1:1, a generat proteste la nivel național, dar a condus doar la sancțiuni împotriva arbitrului Bernd Stumpf.

## Lotul actual
| Nr. |          | Poziție | Jucător          |
| --- | -------- | ------- | ---------------- |
| 1   | Germania | P       | Stephan Flauder  |
| 3   | Germania | F       | Ronald Wolf      |
| 4   | Germania | F       | Philipp Haastrup |
| 5   | Germania | F       | Patrick Brendel  |
| 6   | Germania | M       | Denis Novacic    |
| 7   | Germania | M       | Kevin Gutsche    |
| 8   | Germania | M       | Richard Ohlow    |
| 9   | Germania | A       | Christian Preiß  |
| 10  | Germania | M       | Erik Zerna       |
| 11  | Senegal  | A       | Djibril N'Diaye  |
| 12  | Germania | P       | Nico Hinz        |
| 13  | Germania | M       | Martin Zurawsky  |
| 14  | Germania | M       | Tobias Scharlau  |

| Nr. |          | Poziție | Jucător                   |
| --- | -------- | ------- | ------------------------- |
| 15  | Germania | A       | Benito Börner             |
| 16  | Germania | M       | Philipp Saalbach          |
| 17  | Germania | M       | Lukas Rehbein             |
| 18  | Germania | M       | Max Seeger                |
| 19  | Croația  | M       | Marin Antunovic           |
| 20  | Germania | A       | Christopher Kalkutsche    |
| 21  | Germania | F       | Philipp Dartsch           |
| 22  | Germania | F       | Christof Köhne            |
| 23  | Germania | M       | Björn Brunnemann          |
| 24  | Polonia  | M       | Daniel Wolkiewicz         |
| 25  | Germania | M       | Philipp-Maximilian Werner |
| 27  | Germania | P       | Kevin Sommer              |

## Antrenori
| 1954–1973 - Helmut Petzold 1954–1956 (from Dynamo Dresden) - Istvan Orczifalvi/Fritz Bachmann 1957–1958 - Fritz Bachmann 1959 - Janos Gyarmati 1961–62 - Fritz Gödicke 1962–1965 - Karl Schäffner 1965–66 - Bela Volentik 1966–67 - Karl Schäffner 1967–1969 - Hans Geitel 1969–1971 - Günter Schröter 1972–73 - Harry Nippert 1974–1977 | 1977–2003 - Jürgen Bogs 1977–1989 - Helmut Jäschke 1989–90 - Peter Rohde 1989–1991 - Jürgen Bogs 1990–1994 - Helmut Koch 1994–1996 - Werner Voigt 1996–1998 - Ingo Rentzsch 1997–98 - Henry Häusler 1998–99 - Klaus Goldbach 1999–2000 - Jürgen Bogs 2000–01 - Mario Maek 2001–02 - Dirk Vollmar 2002–03 | 2003– - Sven Orbanke 2002–04 - Christian Backs 2004–05 - Bodo Rudwaleit 2004–05 - Rajko Fijalek 2004–05 - Jürgen Piepenburg 2005–06 - Rajko Fijalek 2006–07 - Nico Thomaschewski, Jörn Lenz 2006–07 - Ingo Rentzsch 2006–07 - Nico Thomaschewski, Jörn Lenz 2006–07 - Volkan Uluc 2007–2009 - Christian Backs 2009–2010 - Heiko Bonan 2010–2011 - Igor Lazič 2011 - Volkan Uluc 2012– |

## Jucători notabili
| - Christian Backs (1973–1991) - Heiko Brestrich (1984–1988, 1991–1999) - Thomas Doll (1986–1990) - Lutz Eigendorf † (−1979) - Rainer Ernst (1975–1990) - Falko Götz (1971–1983) - Werner Heine (1955–1966) - Hendrik Herzog (1981–1991) - Waldemar Ksienzyk (1984–1991) | - Reinhard Lauck † (1973–1980) - Jörn Lenz (1985–1992, 1994, 1998–2001, 2003–2008) - Werner Lihsa (1967–1975) - Aka Adek Mba (2002–2003) - Wolf-Rüdiger Netz (1971–1984) - Michael Noack (1974–1984) - Frank Pastor (1984–1989) - Burkhard Reich (1986–1991) - Hans-Jürgen Riediger (1970–1983) | - Frank Rohde (1971–1990) - Bodo Rudwaleit (1969–1990) - Günter Schröter (1954–1963) - Bernd Schulz (1980–1989) - Frank Terletzki (1966–1986) - Andreas Thom (1974–1990) - Norbert Trieloff (1972–1987) - Rainer Troppa (1976–1989) |

## Palmares
Dynamo Berlin a fost cel mai de succes club din Germania de Est cucerind 10 titluri naționale consecutiv, și este a doua în țară după Bayern München care are 23 de titluri naționale.
- DDR-Oberliga: 10 (Record)
  - Campioană 1979, 1980, 1981, 1982, 1983, 1984, 1985, 1986, 1987, 1988
  - Vice-campioană 1960, 1972, 1976, 1989
- FDGB-Pokal: 3
  - Câștigătoare 1959, 1988, 1989
  - Finalistă 1962, 1971, 1979, 1982, 1984, 1985
- DFV-Supercup: 1
  - Câștigătoare 1989
- Cupa Berlinului: 3
  - Câștigătoare 1999, 2011, 2013
  - Finalistă 2000
- NOFV-Oberliga Nord: 2
  - Câștigătoare 1992, 2002
- Verbandsliga Berlin: 1
  - Câștigătoare 2004

## Evoluția de la reunificare până în prezent
| An        | Divizia              | Nivel | Poziția |
| 1991–92   | NOFV-Oberliga Nord   | III   | 1st     |
| 1992–93   | NOFV-Oberliga Nord   | III   | 4th     |
| 1993–94   | NOFV-Oberliga Nord   | III   | 4th     |
| 1994–95   | Regionalliga Nordost | III   | 11th    |
| 1995–96   | Regionalliga Nordost | III   | 13th    |
| 1996–97   | Regionalliga Nordost | III   | 13th    |
| 1997–98   | Regionalliga Nordost | III   | 11th    |
| 1998–99   | Regionalliga Nordost | III   | 8th     |
| 1999–2000 | Regionalliga Nordost | III   | 17th ↓  |
| 2000–01   | NOFV-Oberliga Nord   | IV    | 1st     |
| 2001–02   | NOFV-Oberliga Nord   | IV    | 17th ↓  |
| 2002–03   | Verbandsliga Berlin  | V     | 3rd     |
| 2003–04   | Verbandsliga Berlin  | V     | 1st ↑   |
| 2004–05   | NOFV-Oberliga Nord   | IV    | 6th     |
| 2005–06   | NOFV-Oberliga Nord   | IV    | 6th     |
| 2006–07   | NOFV-Oberliga Nord   | IV    | 10th    |
| 2007–08   | NOFV-Oberliga Nord   | IV    | 5th     |
| 2008–09   | NOFV-Oberliga Nord   | V     | 2nd     |
| 2009–10   | NOFV-Oberliga Nord   | V     | 2nd     |
| 2010–11   | NOFV-Oberliga Nord   | V     | 7th     |
| 2011–12   | NOFV-Oberliga Nord   | V     | 13th    |
| 2012–13   | NOFV-Oberliga Nord   | V     | 3rd     |
| 2013–14   | NOFV-Oberliga Nord   | V     | 1st ↑   |
| 2014–15   | Regionalliga Nordost | IV    | 5th     |
| 2015–16   | Regionalliga Nordost | IV    | 4th     |
| 2016–17   | Regionalliga Nordost | IV    | 15th    |
| 2017–18   | Regionalliga Nordost | IV    | 4th     |
| 2018–19   | Regionalliga Nordost | IV    | 12th    |
| 2019–20   | Regionalliga Nordost | IV    | 6th     |
| 2020–21   | Regionalliga Nordost | IV    | 6th     |
| 2021–22   | Regionalliga Nordost | IV    | 1st     |
| 2022–23   | Regionalliga Nordost | IV    | 6th     |

## BFC Dynamo în competițiile europene
| Sezon     | Competiția                | Runda              | Țara                                      | Club advers           | Scor                 |
| --------- | ------------------------- | ------------------ | ----------------------------------------- | --------------------- | -------------------- |
| 1971/1972 | Cupa Cupelor UEFA         | Runda 1            | Țara Galilor                              | Cardiff City FC       | 1:1, 1:1, 5:6 (a.p.) |
|           |                           | 1/8 de finală      | Belgia                                    | K. Beerschot V.A.C.   | 3:1, 3:1             |
|           |                           | sferturi de finală | Suedia                                    | Åtvidabergs FF        | 2:0, 2:2             |
|           |                           | semi-final         | Uniunea Republicilor Sovietice Socialiste | Dinamo Moscova        | 1:1, 1:1, 4:1 (a.p.) |
| 1972/73   | Cupa UEFA                 | Runda 1            | Franța                                    | Angers SCO            | 1:1, 2:1             |
|           |                           | 2nd round          | Bulgaria                                  | PFC Levski Sofia      | 3:0, 0:2             |
|           |                           | 1/8 de finală      | Anglia                                    | Liverpool FC          | 0:0, 1:3             |
| 1976/77   | UEFA Cup                  | Runda 1            | Uniunea Republicilor Sovietice Socialiste | Șahtior Donețk        | 0:3, 1:1             |
| 1978/79   | UEFA Cup                  | Runda 1            | Iugoslavia                                | Crvena Zvezda         | 5:2, 1:4             |
| 1979/80   | Cupa Campionilor Europeni | Runda 1            | Polonia                                   | Ruch Chorzów          | 4:1, 0:0             |
|           |                           | 1/8 round          | Elveția                                   | Servette FC           | 2:1, 2:2             |
|           |                           | sferturi de finală | Anglia                                    | Nottingham Forest     | 1:0, 1:3             |
| 1980/81   | Cupa Campionilor Europeni | Runda 1            | Cipru                                     | APOEL                 | 3:0, 1:2             |
|           |                           | 1/8 de finală      | Cehia                                     | Baník Ostrava         | 0:0, 1:1             |
| 1981/82   | Cupa Campionilor Europeni | Runda 1            | Elveția                                   | FC Zürich             | 2:0, 1:3             |
|           |                           | 1/8 de finală      | Anglia                                    | Aston Villa           | 1:2, 1:0             |
| 1982/83   | Cupa Campionilor Europeni | Runda 1            | Germania                                  | Hamburger SV          | 1:1, 0:2             |
| 1983/84   | Cupa Campionilor Europeni | Runda 1            | Luxemburg                                 | Jeunesse Esch         | 4:1, 2:0             |
|           |                           | 1/8 de finală      | Iugoslavia                                | Partizan Belgrade     | 2:0, 0:1             |
|           |                           | sferturi de finală | Italia                                    | AS Roma               | 0:3, 2:1             |
| 1984/85   | Cupa Campionilor Europeni | Runda 1            | Scoția                                    | Aberdeen F.C.         | 1:2, 2:1, 5:4 (a.p.) |
|           |                           | 1/8 de finală      | Austria                                   | FK Austria Wien       | 3:3, 1:2             |
| 1985/86   | Cupa Campionilor Europeni | Runda 1            | Austria                                   | FK Austria Wien       | 0:2, 1:2             |
| 1986/87   | Cupa Campionilor Europeni | Runda 1            | Suedia                                    | Örgryte IS            | 3:2, 4:1             |
|           |                           | 1/8 de finală      | Danemarca                                 | Brøndby IF            | 1:2, 1:1             |
| 1987/88   | Cupa Campionilor Europeni | Runda 1            | Franța                                    | Girondins de Bordeaux | 0:2, 0:2             |
| 1987/88   | Cupa Campionilor Europeni | Runda 1            | Germania                                  | Werder Bremen         | 3:0, 0:5             |
| 1989/90   | Cupa Cupelor UEFA         | Runda 1            | Islanda                                   | Valur                 | 2:1, 2:1             |
|           |                           | 1/8 de finală      | Franța                                    | AS Monaco             | 0:0, 1:1             |